# Wulfen (Fehmarn)

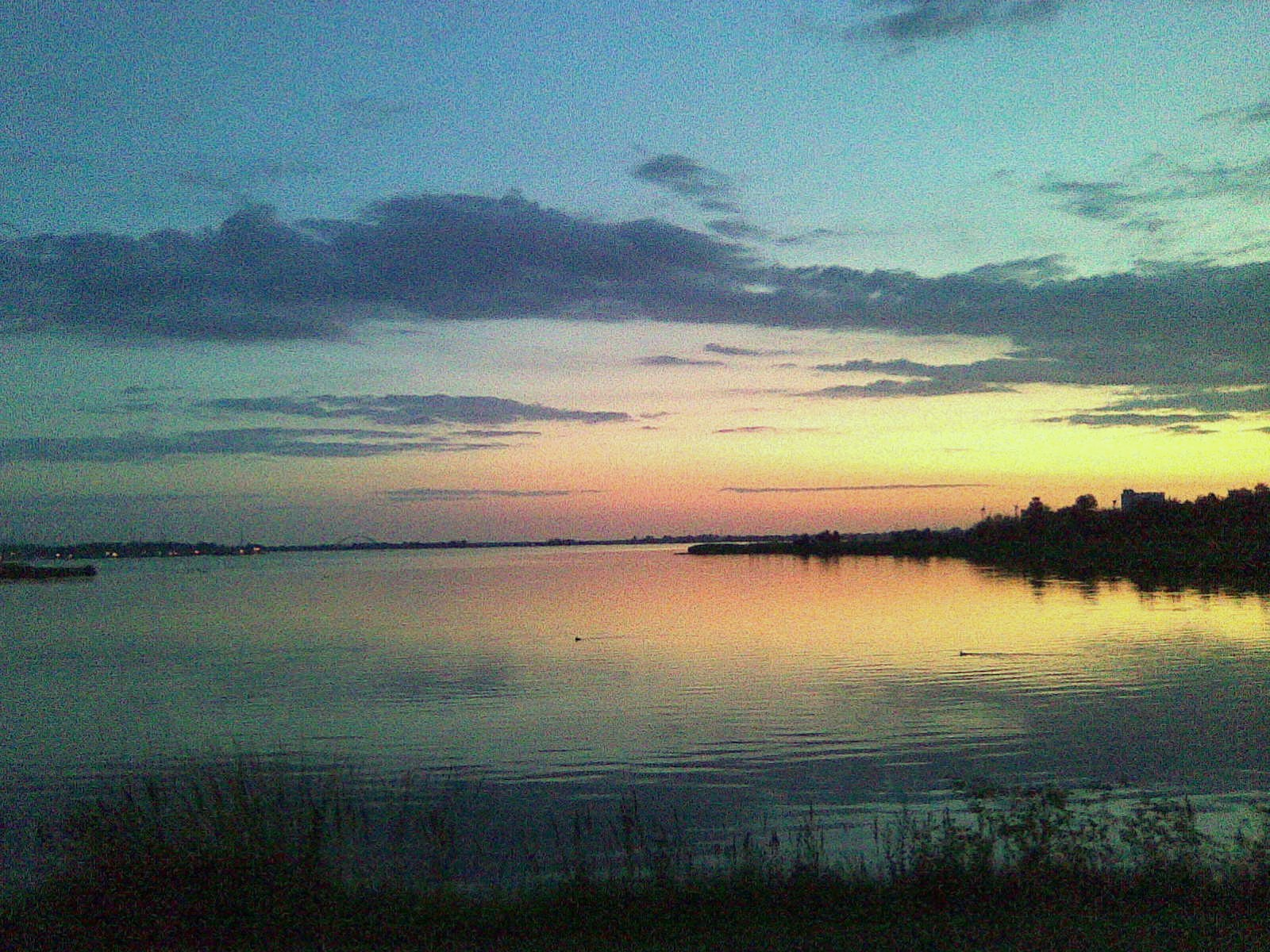
Binnensee bei Dämmerung

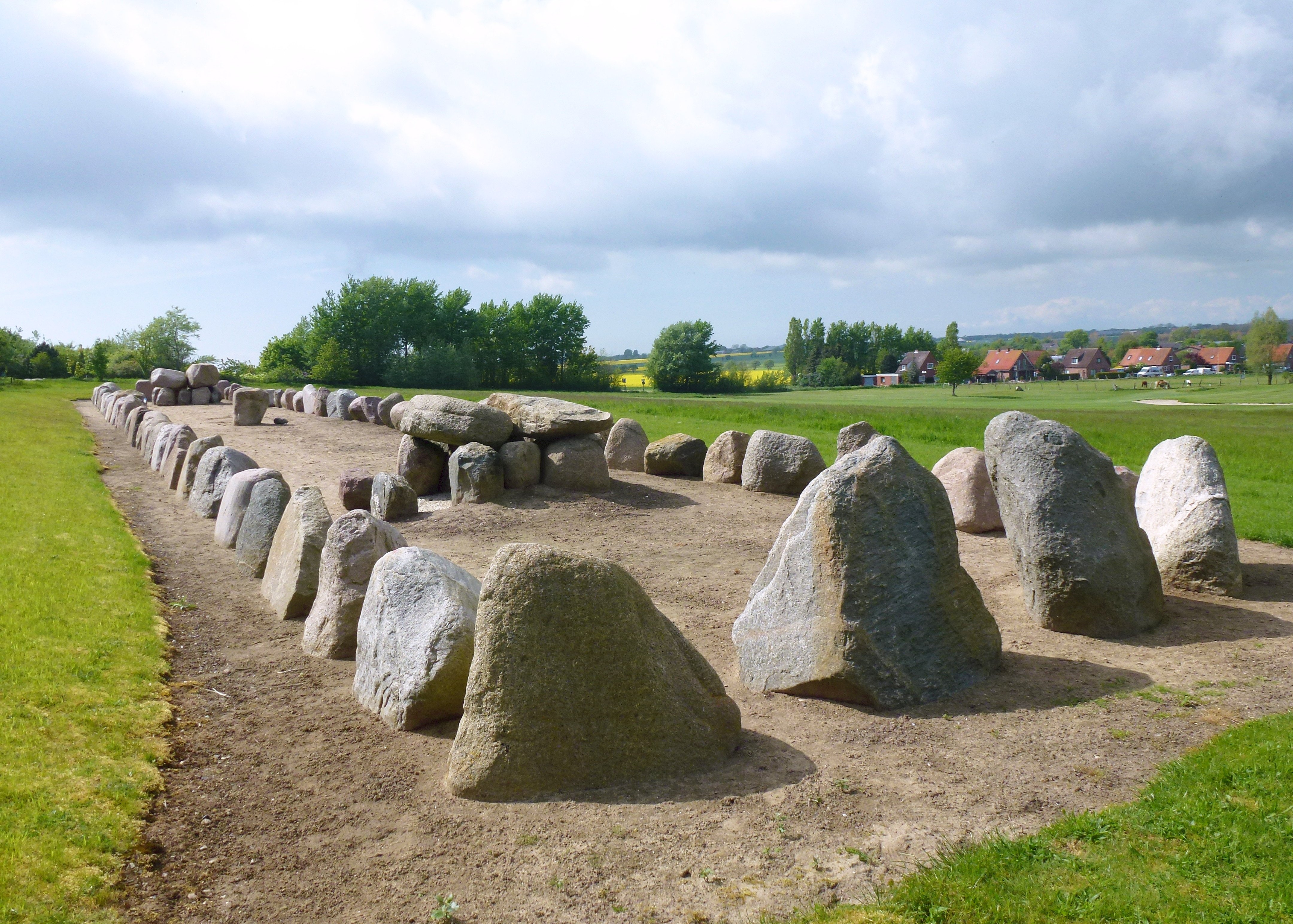
Langbett Wulfener Berg (Nachbau durch die Arbeitsgemeinschaft „Schönes Wulfen“ e. V.)

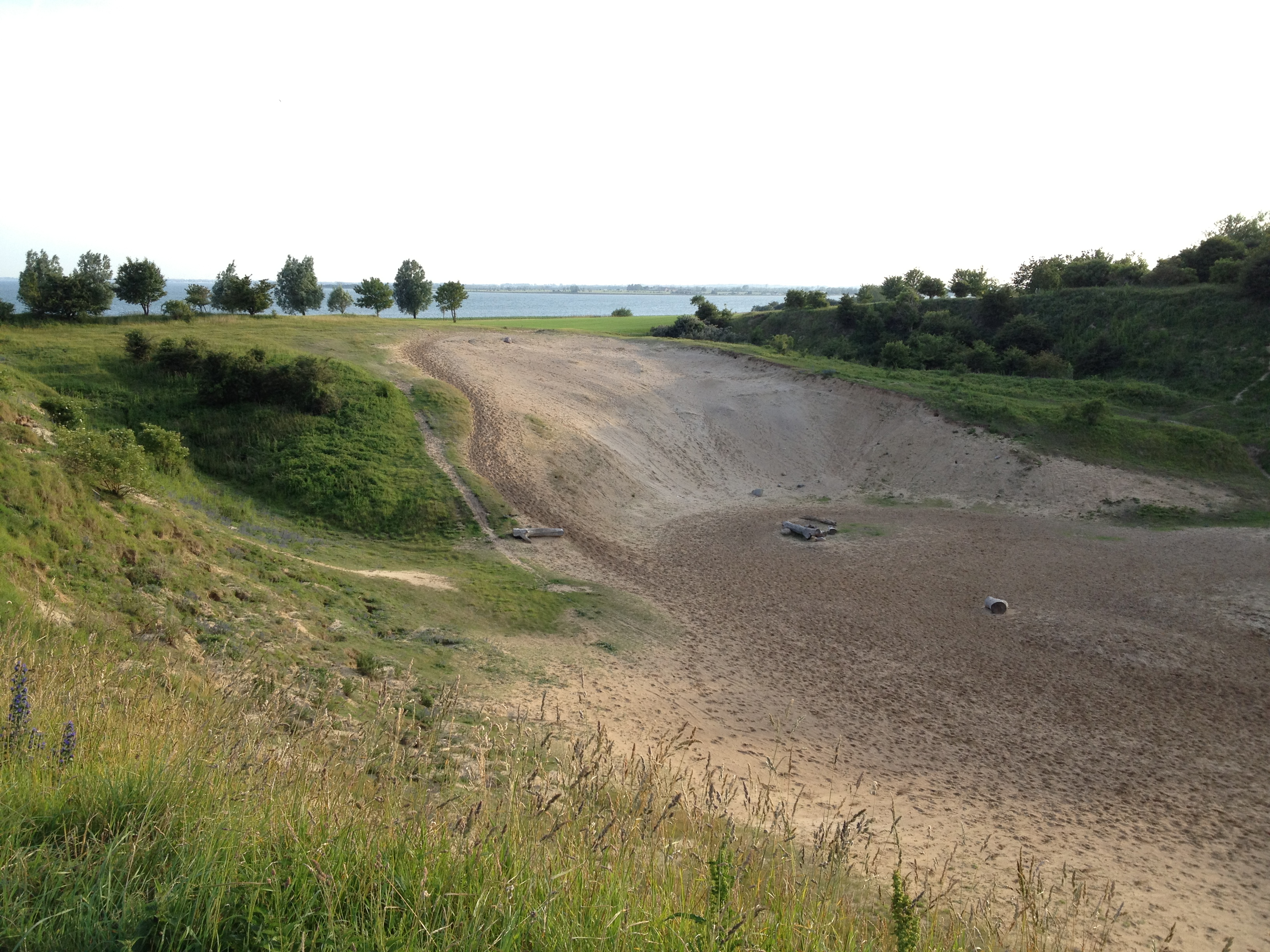
Kiesgrube in den Wulfener Bergen, heute ein beliebtes Ziel für Ausritte zu Pferd

Wulfen ist eine kleine Ortschaft im Süden der Insel Fehmarn und Ortsteil der Stadt Fehmarn, Kreis Ostholstein in Schleswig-Holstein.
Wulfen liegt zwischen dem Burger Binnensee und der Ostsee. Das Dorf gehörte früher zur Gemeinde Landkirchen auf Fehmarn. Die Einwohnerzahl beträgt etwa 125. Die Entfernung zum Zentrum der Insel Fehmarn, der Stadt Burg beträgt vier Kilometer.

## Wirtschaft
Wirtschaftlich ist Wulfen heute durch Ferienwohnungen, Reiterhof und Campingplatz vorwiegend touristisch geprägt. Zudem wurde um das Erholungsgebiet herum ab 1991 der Golfplatz Fehmarn mit 18 Löchern und ein Kurzlochplatz mit 9 Löchern angelegt, der den 1987 gegründeten Golf Club Fehmarn e. V. beherbergt.
Die Fischer des Orts Wulfen haben am Burger Binnensee an einer vor dem Deich gelegenen Stelle eine Fischerstelle, die aber nur noch zum Nebenerwerb betrieben wird.

## Historie
Das ehemalige Fischerdorf (früher auch Wolfen genannt) gehört zu den „Kolonisten-Dörfern“, die vor 1230 im Rahmen der Ostkolonisation besiedelt wurden.

### Steinzeitliche Gräber
Der Wulfener Berg (18 m) war ursprünglich ein bedeutendes frühgeschichtliches Gräberfeld. Ein Großsteingrab stand bis 1876 auf den Salzwiesen vor Wulfen. Es wurde im Rahmen des Deichbaus zerstört. 2010 wurde ein steinzeitliches Langbettgrab am Wulfener Berg nachgebaut.

## Geographie

### Strände
Wulfen hat zwei Strände, am auslaufenden Steilufer und am Nehrungshaken des Wulfener Hals, auf dem sich ein großer Campingplatz befindet.

### Burger Binnensee
Der Burger Binnensee und die Ostsee sind stark frequentierte Reviere für Surfer und Kiter. Alljährlich findet hier über Christi Himmelfahrt ein Surffestival statt, von dem das Fehmarn-Race ausgeht (Umrundung der Insel). Den Rekord hielt von 2009 bis 2017 mit 2 Stunden 48 Minuten Bernd Flessner. Am 25. August 2017 wurde dieser Rekord von dem Kitesurfer Florian Gruber mit der Zeit von 1 Stunden 43 Minuten überboten.

### Wulfener Berge
In den Wulfener Bergen wurde für den Bau der Fehmarnsundbrücke bis 1962 Kies abgebaut. Das Gelände ist 1972 vom Verein „Wulfener Berge e. V.“ zu einem Erholungs- und Naturgebiet rekultiviert worden. Wander- und Reitwege führen durch das Gebiet. Auf dem höchsten Punkt befindet sich eine Aussichtsstelle, von wo aus die Sicht von der Fehmarnsundbrücke bis zur mecklenburgischen Ostsee-Küste reicht.
Am höchsten Punkt des Wulfener Bergs befand sich früher eine der zahlreichen Getreide-Mühlen der landwirtschaftlichen geprägten Insel, die Bargmöhl. So heißt heute auch noch das allein stehende Gehöft.